# Nioba
Nioba (grško Νιόβη, Niobi), Tantalova hči, je v grški mitologiji, žena tebanskega kralja Amfiona.

## Različica mitološke zgodbe
Nioba, mati 7 hčera in 7 sinov, je bila lepa, a tudi srdite jeze. Tako kot njenega očeta jo je doletela kazen, ker se je enačila z bogovi oziroma se je čutila celo vzvišeno nad njimi.
Ob rojstvu Letinih otrok Apolona in Diane (gr. Artemide) so Tebanske žene želele počastiti boginjo, toda Nioba je njihovo čaščenje prekinila, rekoč, naj raje častijo njo, ki ima 14 otrok. Leto je zato svojima otrokoma naročila, naj kaznujeta Niobino predrznost.
Tako sta se Fojbos (Apolon) in Fojba (Diana) odpravila na polje, kjer so se urili Niobini sinovi in jih s puščicami ubila. Od žalosti si je njihov oče vzel življenje, Nioba pa je tarnala nad strašno izgubo. Spomnila se je, da ima še 7 hčera. Ponovno se je začela bahati pred boginjo Leto, vendar so kmalu puščicam podlegle tudi njene hčere.
Apolon in Diana Niobi nista pustila žive niti najmlajše hčerke, za katero je ponižno prosila. Nioba je nazadnje od žalosti okamenela.

## Umetniške upodobitve
Niobina zgodba je navdihnila mnoge. Že v antiki so umirajoči Niobini sinovi in okamenela Nioba krasili predvsem vaze, nastajale pa so tudi mnoge freske in poslikave marmorja. Tako lahko na marmornati poslikavi iz 1. stoletja n. št. občudujemo boginjo Leto, Niobo in njene tri hčere. Ena izmed njih spodbuja mater, naj se pobota z nekdanjo prijateljico. Poslikavo je ustvaril Alexandros iz Aten in gre za edini primerek v umetnosti, ki upodablja poskus sprave med boginjo in tebansko kraljico.
Polidoro Caldara in Maturino iz Firenc sta v 16. stoletju ustvarila fresko, na kateri je upodobljena Nioba, ki tebanskemu ljudstvu prepove čaščenje boginje Leto. T. i. Niobino zgodbo pa je v 16. stoletju naslikal tudi Luca Cambiaso. Gre za tri freske, kjer na prvi tebansko ljudstvo obdaruje boginjo Leto, na drugi Nioba slovesnost v mestu prepove, na tretji pa so upodobljeni Niobini sinovi, ki se na konjih odpravljajo na urjenje.
Skozi zgodovino pa je pogostejši motiv v umetnosti bil pokol Niobinih sinov. Tega so naslikali Jacopo Robusti okrog leta 1541, Abraham Bloemaert, Antonio Tempesta, Luca Giordano, Andrea Camassei in drugi.
Med najbolj znanimi kiparskimi upodobitvami mita pa je tista, ki jo hranijo v florentinskem Uffiziju, v t. i. Niobini sobi. Gre za rimske kopije izvornih grških kipov, ki najbrž izhajajo iz 2. stoletja n. št.

### Nioba v literaturi
Niobo omenjata že Homer v 24. spevu Iliade in Sofoklej v Antigoni ter izgubljeni drami Nioba. Istoimensko dramo je zapisal tudi Ajshil, najpomembnejšo literarno upodobitev Niobine zgodbe pa poznamo iz Ovidijevih Metamorfoz.
O tem, da sta bili Nioba in Leto, preden sta postali materi, veliki prijateljici, piše tudi grška pesnica Sapfo v enemu svojih fragmentov: "Leto in Niobo je družilo trdno prijateljstvo." Niobo v Božanski komediji omenja tudi Dante Alighieri. Dantejev lik Niobo zagleda v vicah na basreliefu, ki predstavlja napuh.
| PURGATORIO, CANTO XII                                                                                        | VICE, XII. SPEV                                                                                       |
| O Nïobè, con che occhi dolenti vedea io te segnata in su la strada, tra sette e sette tuoi figliuoli spenti! | O Nioba, kako te vso sem v joki na sliki uzrl, kjer roke ti vijo se nad dvakrat sedem mrtvimi otroki! |

Tebansko kraljico je predstavil tudi italijanski novelist Giovanni Boccaccio, in sicer v delu De mulieribus claris (Znane ženske), kjer je opisal še druge znane ženske iz antike in srednjega veka. Prav tako Niobo omenja tudi angleški pesnik Geoffrey Chaucer v pesnitvi Troilus and Criseyde. Niobine solze pa navaja Shakespearov junak Hamlet.
Na Slovenskem so zgodbe, podobne Niobini, v ljudskem slovstvu. Ovčja pastirica, grajska gospodična  in ajdovska žena so bile za svojo predrznost in nesramnost kaznovane tako, da so okamenele. Kmečko dramo Nioba je načrtoval Ivan Cankar, njen začetek je ohranjen v pisateljevi zapuščini. Tantalovo hčer Niobo je zamenjal s slovensko zemljo - materjo, ki izgublja svoje sinove. Karel Grabeljšek je napisal roman Nioba (1977) o umirajoči slovenski kmečki materi, ki se spominja smrti svojih otrok.

## Zanimivosti

### Nemška križarka Niobe
Križarka Niobe je služila nemški floti, leta 1943 pa je doživela brodolom blizu otoka Sibila. Kmalu zatem pa so jo uničili Angleži. Križarka je bila nekaj časa del Jugoslovanske kraljeve vojne mornarice in tedaj je nosila ime Dalmacija.

### Niobij
Po Niobi se imenuje tudi kemijski element niobij (Nb), ki ga je odkril Heinrich Rose. V periodnem sistemu elementov se poleg niobija nahaja tudi kemijski element tantal (Ta). Slednji nosi ime po Tantalu, Niobinem očetu v grški mitologiji.

### Jokajoča skala
Zraven turške province Manise se nahaja gora Sipil (turško Spil Dağı). Na tej gori naj bi Niobin oče Tantal pripravil bogovom pojedino; skuhal naj bi jim namreč svojega sina Pelopsa. Vendar so bogovi Tantalovo ukano sprevideli in ga v Hadu kaznovali tako, da je trpel hudo žejo in lakoto, obenem pa je nad njim visela skala, ki mu je nenehno grozila, da se bo utrgala in zvalila nanj. Na gori Sipil naj bi se nahajal tudi Tantalov grob. Naravna skalnata formacija, t. i. jokajoča skala, jugozahodno od Manise pa naj bi predstavljala okamenelo Niobo.